# Abu-l-Qàssim az-Zayyaní
Abu-l-Qàssim ibn Àhmad ibn Alí ibn Ibrahim az-Zayyaní (àrab: أبو القاسم بن أحمد بن علي بن إبراهيم الزياني, Abū l-Qāsim b. Aḥmad b. ʿAlī b. Ibrāhīm az-Zayyānī), més conegut simplement com a Abu-l-Qàssim az-Zayyaní (Fes, 1734/1735-1833) fou un polític, geògraf, poeta i historiador marroquí, membre de la tribu dels Zayyan.
El seu avi fou un erudit musulmà que va anar a Meknès per iniciativa del sultà Ismaïl, de la dinastia alauita, i que va escriure un llibre sobre la dinastia amaziga.

## Vida política i governamental
Va exercir diversos càrrecs al makhzan i va acomplir diverses missions pel sultà de l'Imperi Otomà, principalment de negociació o diplomàtiques. Fou finalment governador de Sigilmasa, fins a la mort del sultà mulay Muhàmmad III ibn Abd-Al·lah (1790). Sota el fill i successor, mulay Yazid, fou empresonat, però fou alliberat a la mort de Yazid en batalla contra el pretendent Hixam (1792), i va participar en la proclamació a Meknès de mulay Sulayman, que el va nomenar governador d'Oujda, però fou atacat pels habitants i es va retirar a Tlemcen. Després d'un viatge a Constantinoble i la Meca, fou cridat per mulay Sulayman (1796) i va exercir algunes missions diplomàtiques. Es va retirar finalment i va morir a Fes el 1833, als 99 anys.

## Obra
Va escriure una quinzena d'obres, quasi totes de geografia i història, i és considerat per alguns autors com l'historiador marroquí més important. Té diversos treballs sobre la dinastia alauita i ladinastia otomana.
En la seva obra Torjmana Al Kobra l'autor hi introdueix una metodologia que fa que sigui més que una pura crònica dels successos i incorpora una anàlisi històrica seguint el camí traçat per Ibn Khaldun. L'autor retrata una època en què el Marroc està en un context d'inestabilitat socio-política interna i en què l'auge d'Europa marca un canvi en la geopolítica del Mediterrani.

## Obres
- Al-Tarju-manah al-kubra fi akhbar al-ma'mur barran wa bahran
- الترجمانة الكبرى - أبو القاسم الزياني - كاملا مصورAbū al-Qāsim ibn Aḥmad Zayyānī
- rawda_solaymania الروضة السليمانية على شكل مخطوط
- عن أول دولة من دول الأشراف العلويين
- Maroc de 1961 à 1812 traduit par Octave Houdas[Enllaç no actiu]
- Boustan Adarif